# Matt Damon

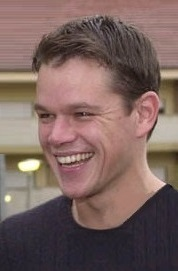
Damon (2001)

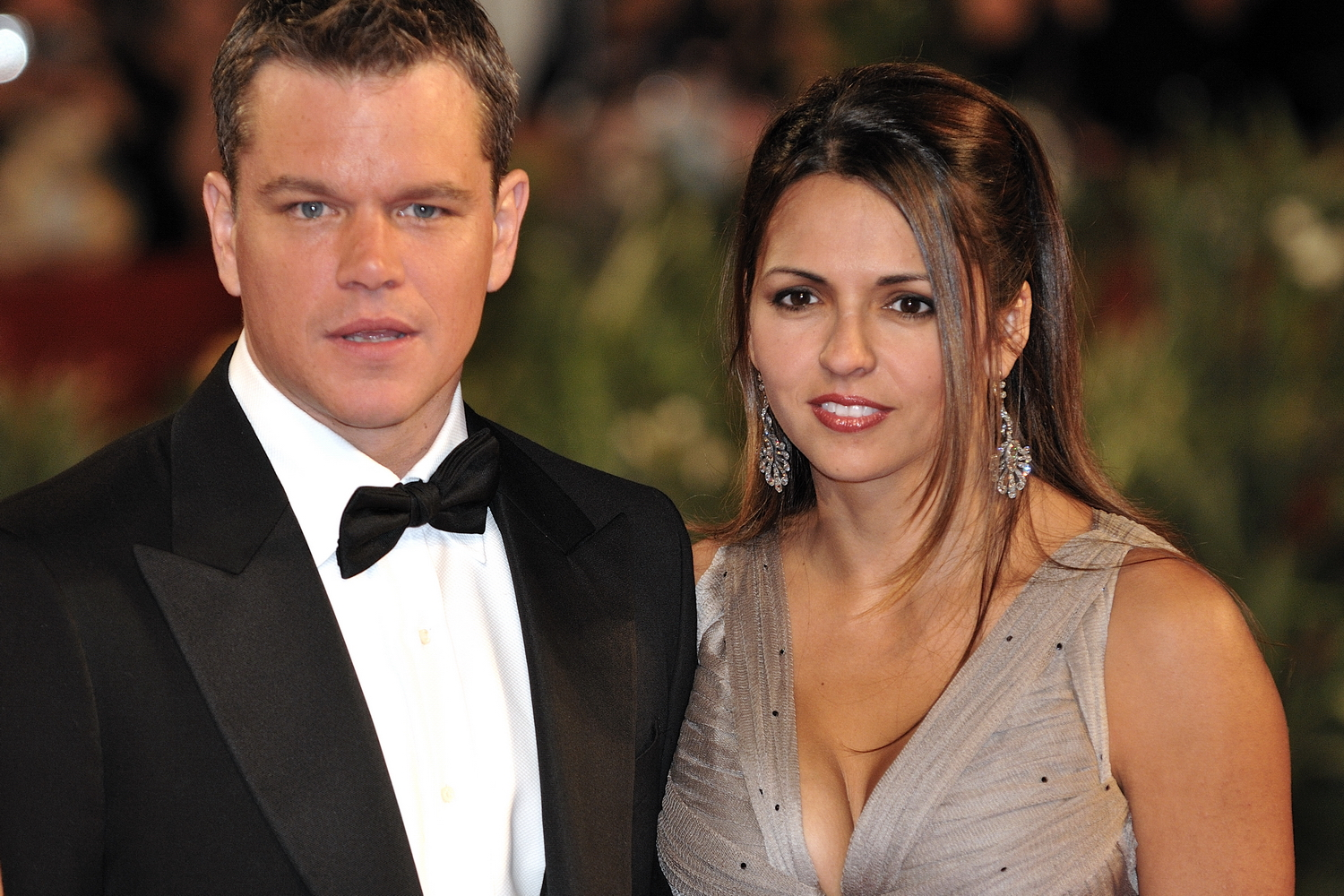
Damon z żoną (2009)

Matt Damon, właśc. Matthew Paige Damon (ur. 8 października 1970 w Cambridge) – amerykański aktor, scenarzysta, producent filmowy i filantrop. Laureat Oscara wraz z Benem Affleckiem za najlepszy scenariusz oryginalny do filmu Buntownik z wyboru (1997).

## Życiorys

### Wczesne lata
Urodził się w Cambridge w Massachusetts jako drugi syn Nancy Carlsson-Paige, profesor edukacji dziecięcej, i Kenta Telfera Damona, sprawozdawcy podatkowego i maklera giełdowego. Jego rodzina miała pochodzenie angielskie, szkockie i walijskie ze strony ojca, a fińskie, szwedzkie i norweskie ze strony matki. W 1973 jego rodzice rozwiedli się, gdy miał dwa lata i spędził część swojego dzieciństwa w bostońskiej komunie z matką, specjalistką od edukacji dzieci. Jego starszy brat Kyle został artystą rzeźbiarzem.
Uczęszczał do Cambridge Alternative School i Cambridge Rindge & Latin School. Jako licealista brał udział w przedstawieniach. W tym czasie nawiązał trwałą przyjaźń ze swoim sąsiadem Benem Affleckiem. Studiował język angielski na Uniwersytecie Harvarda, ale w 1992 porzucił studia. Wystąpił w studenckich sztukach teatralnych, takich jak Burn This i A... My Name is Alice.

### Kariera
Jako student na Harvardzie zadebiutował na kinowym ekranie w wieku 18 lat w komedii romantycznej Donalda Petrie Mystic Pizza (1988), gdzie miał jedną linijkę dialogu, grając Steamera Windsora, młodszego brata chłopaka Daisy (Julia Roberts). Zagrał w dramacie Leonarda Nimoya Dobra matka (1988), dramacie familijnym fantasy Pole marzeń (Field of Dreams, 1989), telewizyjnym dramacie TNT Czcij ojca swego (1990) i dramacie sportowym Więzy przyjaźni (School Ties, 1992). W 1992 opuścił uniwersytet, przed obroną tytułu licencjata sztuki, aby w Los Angeles wystąpić w westernie Waltera Hilla Geronimo: amerykańska legenda (Geronimo: An American Legend) jako pułkownik Britton Davis; błędnie spodziewał się, że film odniesie duży sukces. Jego pierwszą większą rolą była kreacja Ilario, żołnierza uzależnionego od heroiny w dramacie wojennym Edwarda Zwicka Szalona odwaga (1996).
W 1992 Damon i Ben Affleck współpracowali nad scenariuszem filmu o młodym geniuszu matematycznym. Po długich zmaganiach o wyprodukowanie scenariusza Miramax wykupił prawa do filmu w 1996. Film Buntownik z wyboru (Good Will Hunting, 1997) w reżyserii Gusa Van Santa spotkał się zarówno z uznaniem krytyków, jak i publiczności. Wraz z Affleckiem został uhonorowany Złotym Globem i Oscarem za najlepszy scenariusz oryginalny, a także zostali uhonorowani Humanitas Prize za film fabularny i Nagrodą Satelity dla najlepszego scenariusza oryginalnego, a za rolę wybitnie uzdolnionego chłopaka Willa Huntinga otrzymał ShoWest Convention jako „gwiazda jutra” i nagrodę na 48. Festiwalu Filmowym w Berlinie za wybitne osiągnięcie indywidualne oraz nominację do Oscara dla najlepszego aktora pierwszoplanowego i Złotego Globu dla najlepszego aktora w filmie dramatycznym.
Brał udział w castingu do ról: Jimmy’ego Emmetta w czarnej komedii Za wszelką cenę (1995), Fee Heroda „The Kida” w westernie Szybcy i martwi (1995), Aarona Stemplera w dreszczowcu Lęk pierwotny (1996) i Petera Appletona w dramacie Majestic (2001). Aby udoskonalić swój południowy akcent do roli Rudy’ego Baylora w dramacie kryminalnym Francisa Forda Coppoli Zaklinacz deszczu (1997), za darmo opiekował się barem w Knoxville w Tennessee, a później zatrudnił jednego z klientów jako trenera dialektu. W dramacie wojennym Stevena Spielberga Szeregowiec Ryan (1998) u boku Toma Hanksa zagrał tytułową postać szeregowca Jamesa Francisa Ryana. W 1998 został wybrany jako jeden z „50 najpiękniejszych ludzi na świecie” przez magazyn „People”. W 1999 zdobył nominację do Teen Choice Awards jako ulubiony aktor filmowy. Kreacja socjopatycznego Toma Ripleya w dramacie kryminalnym Anthony’ego Minghelli Utalentowany pan Ripley (The Talented Mr. Ripley, 1999) przyniosła mu nominację do Złotego Globu dla najlepszego aktora w filmie dramatycznym oraz MTV Movie Award w dwóch kategoriach: najlepszy czarny charakter i najlepszy występ muzyczny „Tu vuo’ fa l’Americano” (z Jude’em Law i Fiorello).
Steven Soderbergh obsadził go w roli Linusa Caldwella w komedii kryminalnej Ocean’s Eleven: Ryzykowna gra (2001) i jego kontynuacjach – Ocean’s Twelve: Dogrywka (2004) i Ocean’s Thirteen (2007). W 2002 wystąpił na West Endzie w londyńskim Garrick Theatre w roli dilera narkotyków Dennisa w sztuce Kennetha Lonergana To nasza młodość (This Is Our Youth). W ekranizacjach powieści Roberta Ludluma – Tożsamość Bourne’a (2002), Krucjata Bourne’a (2004), Ultimatum Bourne’a (2007) i Jason Bourne (2016) wcielił się w postać Jasona Bourne’a. Filmy te nie tylko odniosły sukces komercyjny, ale także zdobyły uznanie krytyków. Jako południowoafrykański zawodnik rugby Francois Pienaar w dramacie biograficznym Invictus – Niepokonany (2009) w reż. Clinta Eastwooda zdobył nominację do Oscara i Złotego Globu i Nagroda Gildii Aktorów Filmowych jako najlepszy aktor drugoplanowy. Za rolę astronauty Marka Watneya w dramacie fantastycznonaukowym Ridleya Scotta Marsjanin (2015) otrzymał Złoty Glob dla najlepszego aktora w filmie komediowym lub musicalu oraz był nominowany do Oscara, Nagrody Brytyjskiej Akademii Filmowej i Nagrody Saturna w kategorii najlepszy aktor. Jako jeden z producentów dramatu Kennetha Lonergana Manchester by the Sea (2016) zdobył nominację do Oscara za najlepszy film.

## Życie prywatne
Jest żonaty z Lucianą Bozán Barroso, z którą ma trzy córki: Isabellę (ur. 2006), Gię Zavalę (ur. 2008) i Stellę Zavalę (ur. 2010). Wspólnie wychowywali też Alexię, córkę Luciany z poprzedniego związku.

## Filmy pełnometrażowe
- 1988: Mystic Pizza jako Steamer
- 1989: Pole marzeń (Field of Dreams) jako Fan baseballu w Fenway Park[13]
- 1990: Czcij ojca swego (Rising Son) jako Charlie Robinson
- 1992: Więzy przyjaźni (School Ties) jako Charlie Dillon
- 1993: Geronimo: amerykańska legenda[14] jako pułkownik Britton Davis
- 1995: Zacni kowboje (The Good Old Boys) jako Cotton Calloway
- 1996: Szalona odwaga (Courage Under Fire) jako Ilario
- 1996: Ostatni dzwonek (Glory Daze) jako Edgar Pudwhacker
- 1997: Zaklinacz deszczu (The Rainmaker) jako Rudy Baylor
- 1997: W pogoni za Amy (Chasing Amy) jako Shawn Oran
- 1997: Buntownik z wyboru (Good Will Hunting) jako Will Hunting
- 1998: Szeregowiec Ryan (Saving Private Ryan) jako szeregowiec Ryan
- 1998: Hazardziści (Rounders) jako Mike McDermott
- 1999: Utalentowany pan Ripley (The Talented Mr. Ripley) jako Tom Ripley
- 1999: Dogma jako Loki
- 2000: Titan – Nowa Ziemia (Titan A.E.) jako Cale (głos)
- 2000: Szukając siebie (Finding Forrester) jako Steven Sanderson
- 2000: Nazywał się Bagger Vance (The Legend of Bagger Vance) jako Rannulph Junuh
- 2000: Rącze konie (All the Pretty Horses) jako John Grady Cole
- 2001: Majestic (The Majestic) jako Luke Trimble (głos)
- 2001: Ocean’s Eleven: Ryzykowna gra (Ocean’s Eleven) jako Linus Caldwell
- 2002: Mustang z Dzikiej Doliny (Spirit: Stallion of the Cimarron) jako Spirit (głos)
- 2002: Niebezpieczny umysł[15] jako Matt, zawodnik show tv
- 2002: Gerry jako Gerry
- 2002: Tożsamość Bourne’a (The Bourne Identity) jako Jason Bourne
- 2002: Trzeci do pary (The Third Wheel) jako Kevin (niewymieniony w czołówce)
- 2003: Skazani na siebie (Stuck on You) jako Bob Tenor
- 2004: Eurotrip jako Donny
- 2004: Ocean’s Twelve: Dogrywka (Ocean’s Twelve) jako Linus Caldwell
- 2004: Krucjata Bourne’a (The Bourne Supremacy) jako Jason Bourne
- 2004: Dziewczyna z Jersey (Jersey Girl) jako PR Exec #2
- 2005: Syriana jako Bryan Woodman
- 2005: Nieustraszeni bracia Grimm (The Brothers Grimm) jako Wilhelm Grimm
- 2005: Wspaniałe pustkowie. Spacer po Księżycu 3D[16] jako Al Shepard (głos)
- 2006: Dobry agent (The Good Shepherd) jako Edward Wilson
- 2006: Infiltracja (The Departed) jako Colin Sullivan
- 2007: Młodość stulatka (Youth Without Youth) jako reporter magazynu „Life”[13]
- 2007: Ocean’s Thirteen jako Linus Caldwell / Lenny Pepperidge
- 2007: Ultimatum Bourne’a (The Bourne Ultimatum) jako Jason Bourne
- 2008: Che. Boliwia (Che: Part Two) jako Fr. Schwartz
- 2008: Ponyo (Gake no ue no Ponyo) jako Koichi (głos)
- 2008: George W. Bush Battles Jesus Christ jako Bryan Woodman
- 2009: Invictus – Niepokonany (Invictus) jako Francois Pienaar
- 2009: Intrygant (The Informant!) jako Mark Whitacre
- 2010: Green Zone jako Roy Miller
- 2010: Medium (Hereafter) jako George Lonegan
- 2010: Prawdziwe męstwo (True Grit) jako LaBoeuf
- 2011: Margaret jako pan Aaron
- 2011: Władcy umysłów (The Adjustment Bureau) jako David Norris
- 2011: Epidemia strachu (Contagion) jako Thomas Emhoff
- 2011: Kupiliśmy zoo (We Bought a Zoo) jako Benjamin Mee
- 2011: Happy Feet: Tupot małych stóp 2 (Happy Feet 2) jako Kryl Bill (głos)
- 2012: Promised Land jako Steve Butler
- 2013: Wielki Liberace (Behind the Candelabra) jako Scott Thorson
- 2013: Elizjum (Elysium) jako Max
- 2013: Teoria wszystkiego (The Zero Theorem) jako kierownik
- 2014: Interstellar jako dr Mann
- 2014: Obrońcy skarbów (The Monuments Men) jako James Granger
- 2015: Marsjanin (The Martian) jako Mark Watney
- 2016: Jason Bourne jako Jason Bourne
- 2016: Wielki Mur (The Great Wall) jako William Garin
- 2017: Suburbicon jako Gardner
- 2017: Pomniejszenie (Downsizing) jako Paul Safranek
- 2017: Thor: Ragnarok jako aktor grający Lokiego (cameo)
- 2018: Deadpool 2 (cameo)
- 2018: Niepoczytalna (Unsane) jako det. Ferguson
- 2019: Le Mans ’66 jako Carroll Shelby
- 2021: Ostatni pojedynek (The Last Duel) jako sir Jean de Carrouges
- 2021: Stillwater jako Bill
- 2022: Thor: Miłość i grom (Thor: Love and Thunder) jako aktor (cameo)
- 2023: Oppenheimer jako Leslie Groves

## Producent
- 2002: Skradzione lato (Stolen Summer)
- 2002: Speakeasy
- 2003: Bitwa pod Shaker Heights (The Battle of Shaker Heights)
- 2012: Promised Land
- 2016: Jason Bourne
- 2016: Manchester by the Sea

## Scenarzysta
- 1997: Buntownik z wyboru (Good Will Hunting)
- 2002: Gerry
- 2012: Promised Land

## Producent wykonawczy
- 2001–2002: Project Greenlight
- 2002: Push, Nevada
- 2002: Speakeasy
- 2002: Trzeci do pary (The Third Wheel)
- 2003: Bitwa pod Shaker Heights (The Battle of Shaker Heights)
- 2003: Project Greenlight 2
- 2003: All Grown Up
- 2003: Project Greenlight 3
- 2005: Krwawa uczta (Feast)
- 2008: Pokonać Saharę (Running the Sahara)
- 2009: The People Speak

## Montażysta
- 2002: Gerry

## Nagrody
- Nagroda Akademii Filmowej – Oscar za najlepszy scenariusz oryginalny: Buntownik z wyboru (1997)
- Złoty Glob za najlepszy scenariusz: Buntownik z wyboru (1997)
- Nagroda na MFF w Berlinie – Srebrny Niedźwiedź za grę aktorską i najlepszy scenariusz: Buntownik z wyboru.